# Aleurocanthus ayyari
Aleurocanthus ayyari là một loài côn trùng cánh nửa trong họ Aleyrodidae, phân họ Aleyrodinae.
Aleurocanthus ayyari được Regu & David miêu tả khoa học đầu tiên năm 1993.